# 상업은행
상업은행(商業銀行, 영어: commercial bank)은 대중으로부터 예금을 받고 소비 및 투자 목적으로 고객에게 융자를 제공하여 이익을 창출하는 금융기관이다.
이는 또한 소매금융 및 투자은행과 구별하기 위해 기업이나 대기업 또는 중소기업을 대상으로 도매금융을 취급하는 은행 또는 대형 은행의 한 부문을 지칭할 수도 있다. 상업은행에는 민간 부문 은행과 공공 부문 은행이 포함된다. 그러나 중앙은행은 '은행 비유'로 알려진 일반적인 오해에도 불구하고 상업은행과는 다르게 기능한다. 상업은행과 달리 중앙은행은 주로 이익 창출에 중점을 두지 않으며, 법정화폐 시스템에서 상업은행과 같은 방식으로 지급 불능 상태가 될 수 없다.

## 역사
은행이라는 이름은 이탈리아어 단어 'banco' (책상/벤치)에서 유래되었는데, 이는 이탈리아 르네상스 시대 피렌체 은행가들이 녹색 식탁보로 덮인 책상에서 거래를 수행했던 데서 비롯되었다. 그러나 은행 활동의 흔적은 고대에도 발견된다.
미국에서는 은행 규제의 차이로 인해 상업은행이라는 용어가 투자은행과 구별하기 위해 자주 사용되었다. 대공황 이후, 글래스-스티갈 법을 통해 미국 의회는 상업은행이 은행 활동에만 종사하도록 요구했으며, 투자은행은 자본시장 활동으로 제한되었다. 이러한 분리는 1999년 그램-리치-블라일리 법에 의해 대부분 폐지되었다.

## 역할
상업은행의 일반적인 역할은 일반 대중과 기업에 금융 서비스를 제공하여 경제 및 사회 안정과 경제의 지속 가능한 성장을 보장하는 것이다.
이러한 점에서 신용 창출은 상업은행의 가장 중요한 기능이다. 고객에게 융자를 승인할 때, 그들은 차용인에게 현금을 제공하지 않는다. 대신, 차용인이 인출할 수 있는 예금 계좌를 개설한다. 다시 말해, 융자를 승인하면서 자동으로 예금을 창출한다.

### 주요 기능
- 상업은행은 대중, 특히 고객으로부터 저축 예금 및 정기 예금을 포함한 다양한 유형의 예금을 받는다. 이러한 예금은 고객이 요구할 때 일정 기간 후에 반환된다.
- 상업은행은 당좌대월 시설, 현금 신용, 어음 할인, 콜 머니 등 다양한 형태의 융자와 선불을 제공한다. 또한 모든 유형의 고객에게 적절한 담보에 대해 요구불 융자 및 기간 대출을 제공한다. 또한 고객의 유언을 위한 신탁 관리인 역할도 수행한다.
- 신용 창출의 기능은 신용 및 지불 중개자를 기반으로 생성된다. 상업은행은 흡수한 예금을 융자하는 데 사용한다. 수표 유통 및 송금 결제를 기반으로 융자는 파생 예금으로 전환된다. 어느 정도, 파생 자금은 원예금의 일정 배수로 증가하여 경제 발전에 기여하려는 상업은행의 추진력을 크게 향상시킨다.[3]

### 규제
대부분의 국가에서 상업은행은 엄격하게 규제되며, 이는 일반적으로 국가의 중앙은행에 의해 이루어진다. 중앙은행은 규제 대상 은행에 은행 준비금 유지 및 최소 자기자본비율 유지와 같은 여러 조건을 부과한다. 또한 특정 자본을 요구한다.

## 상품별 서비스
상업은행은 일반적으로 고객에게 여러 서비스를 제공한다. 이러한 서비스는 예금, 융자와 같은 핵심 뱅킹 서비스와 결제 시스템 및 기타 금융서비스와 관련된 기타 서비스로 나눌 수 있다.

### 핵심 상품 및 서비스
- 다양한 유형의 예금 계좌에 대한 자금 수령
- 당좌대월 및 담보/무담보 융자를 통한 자금 대출
- 거래 계좌 제공
- 자산관리계좌
- 재무 관리
- 프라이빗에쿼티 금융
- 은행 환어음 및 은행 수표 발행
- 전신 송금, EFTPOS, 인터넷 뱅킹 또는 기타 결제 방법을 통한 결제 처리.

### 기타 기능
핵심 상품 및 서비스 외에도 상업은행은 여러 보조 기능을 수행한다. 상업은행의 보조 기능은 대리 기능과 유틸리티 기능으로 나눌 수 있다.
대리 기능은 다음과 같다:
- 수표, 배당금, 이자 영수증 수집 및 청산
- 임대료, 보험료 납부
- 외환 거래 처리
- 유가증권 매매
- 신탁 관리인, 변호사, 통신원 및 유언 집행자 역할 수행
- 세금 수입 및 세금 보고서 수령

유틸리티 기능은 다음과 같다:
- 고객에게 안전 금고 제공
- 송금 기능 제공
- 여행자 수표 발행
- 추천인 역할 수행
- 다양한 요금 청구서 접수: 전화 요금, 가스 요금, 수도 요금
- 신용카드 및 직불 카드와 같은 다양한 카드 제공

## 같이 보기
- 글래스-스티갈 법
- 투자은행(IB)